# كأس الكؤوس الأوروبية 1991–92
كأس الكؤوس الأوروبية 1991–92 هو الموسم 32 من  كأس الكؤوس الأوروبية. أقيم خلال الفترة 21 أغسطس 1991 وحتى 6 مايو 1992، والذي يشرف على تنظيمه الاتحاد الأوروبي لكرة القدم، وكان عدد الأندية المشاركة فيه  34، وفاز فيه فيردر بريمن.

## نتائج الموسم
| المركز | فريق        | لعب | ف | ت | خ | له | عليه | ف.أ | نقاط | ملاحظة |
| ------ | ----------- | --- | - | - | - | -- | ---- | --- | ---- | ------ |
|        | فيردر بريمن |     |   |   |   |    |      |     |      |        |